# Durzyn
Durzyn – wieś w Polsce położona w województwie wielkopolskim, w powiecie krotoszyńskim, w gminie Krotoszyn.
W latach 1975–1998 miejscowość administracyjnie należała do województwa kaliskiego. Od zachodu wieś graniczy z miastem Krotoszyn, a od wschodu z wsiami Tomnice i Kobierno. Po stronie wschodniej wsi przepływa rzeka Czarna Woda, która stanowi dopływ Baryczy i na pozycji między Durzynem a Tomnicami tworzy spory zbiornik wodny. Po stronie północnej wsi znajduje się niewielki kompleks leśny. Na początku wsi stoi drewniany krzyż z 1980 roku. Według danych w 2012 roku wieś Durzyn zamieszkiwało 90 osób.

## Historia

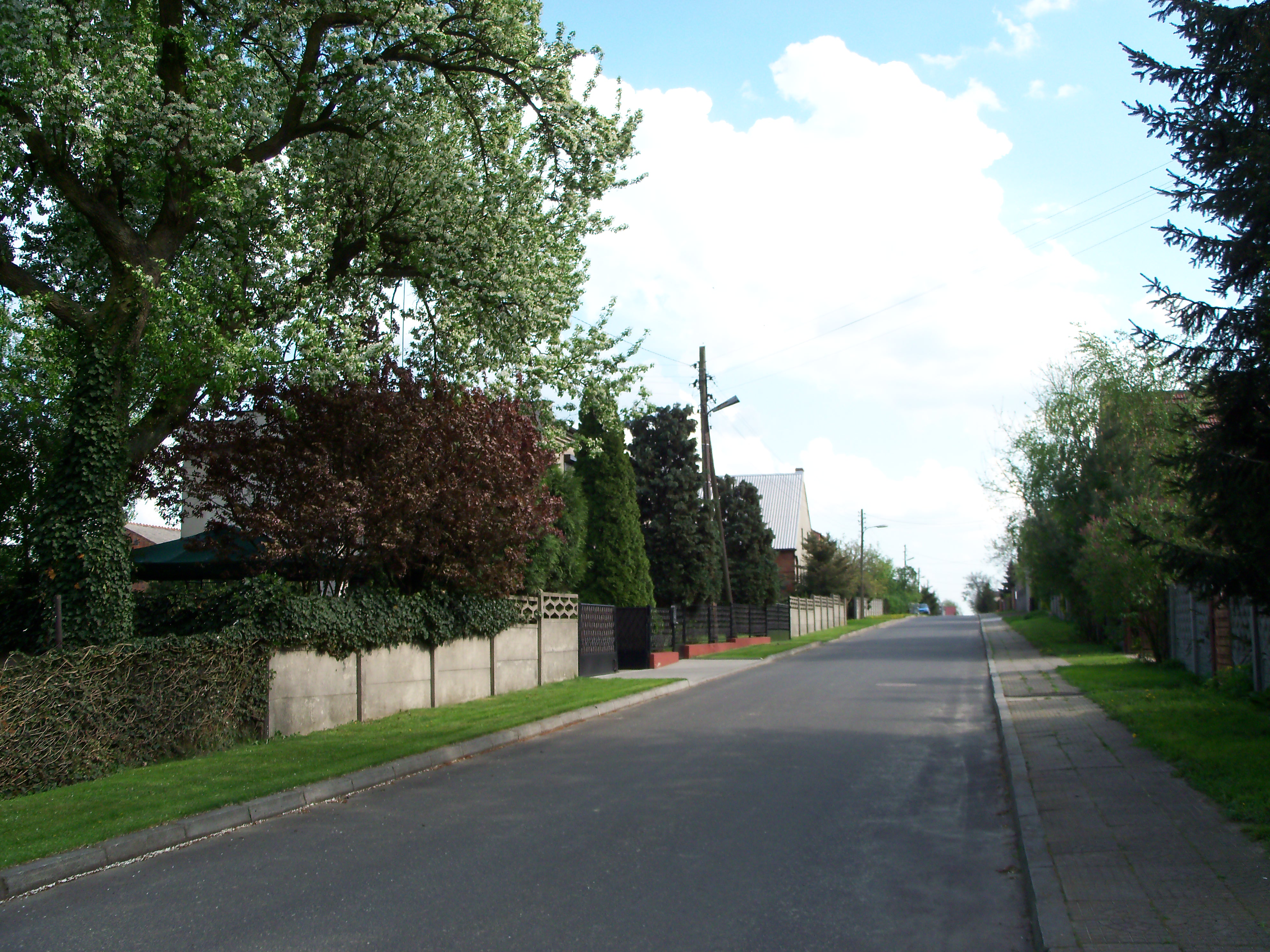
Durzyn w porze letniej

Najstarsze źródła pisane wymieniają wieś Durzyn w 1578 i 1586 roku. Być może właśnie w tym okresie tj. w XVI wieku wieś powstała.
W okresie Wielkiego Księstwa Poznańskiego (1815-1848) miejscowość należała do wsi mniejszych w ówczesnym pruskim powiecie Krotoszyn w rejencji poznańskiej. Durzyn należał do okręgu krotoszyńskiego tego powiatu i stanowił część majątku Kobierna, którego właścicielem był wówczas książę Thurn und Taxis. Według spisu urzędowego z 1837 roku wieś liczyła 94 mieszkańców, którzy zamieszkiwali 9 dymów (domostw).
Słownik geograficzny Królestwa Polskiego podaje, iż w 1881 roku wieś należała do powiatu krotoszyńskiego. Znajdowało się w niej 13 domów, 97 mieszkańców, 1 ewangelik, 95 katolików, 1 żyd, 26 analfabetów, stacja, poczta i kolei żelazna – Krotoszyn o 12 km. Durzyn to folwark należący do Orpiszewa i dóbr krotoszyńskich, własność księcia Thurn und Taxis. Durzyn od początku swojego istnienia należy do parafii Kobierno, która podlega dekanatowi krotoszyńskiemu. 